# L'Épée de la puissance

L'Épée de la puissance est un film hongkongais réalisé par Hsu Tseng-hung, sorti en 1972 au cinéma.
Conformément aux canons du genre tel que pratiqué au début des années 1970, l'oeuvre se caractérise par un fort taux de mortalité à l'écran, plusieurs centaines de personnages ou de figurants restant sur le carreau avant le dénouement final.

## Synopsis
Maître Ling (Wang Yu), un jeune épéiste particulièrement efficace, cherche, à la tête d'un ramassis de rebelles, à délivrer le général Yueh Fei (Paul Chang Chung), écroué par les autorités à l'initiative du ministre Qin Hui. Ce faisant, il s'accoquine avec une troupe de saltimbanques itinérants adeptes des arts martiaux vivant sur une péniche, et ne tarde pas à fricoter avec l'une des filles de la famille, une brune aux cheveux noirs (Hsu Fang).

## Fiche technique
- Titre : L'Épée de la puissance (The Invincible Sword)
- Réalisation : Hsu Tseng-hung
- Scénario : idem
- Société de production : Golden Harvest
- Pays d'origine : Hong Kong
- Format : Couleurs - 2,35:1 - Mono - 35 mm
- Genre : wuxiapian
- Durée :
- Date de sortie : 1972

## Distribution
- Wang Yu : maitre Ling
- Hsu Fang : une jeune équilibriste
- Chang Yi : un rebelle
- Paul Chang Chung : le général Yueh Fei
- Chen Hung-lieh : un rebelle